# Jinete

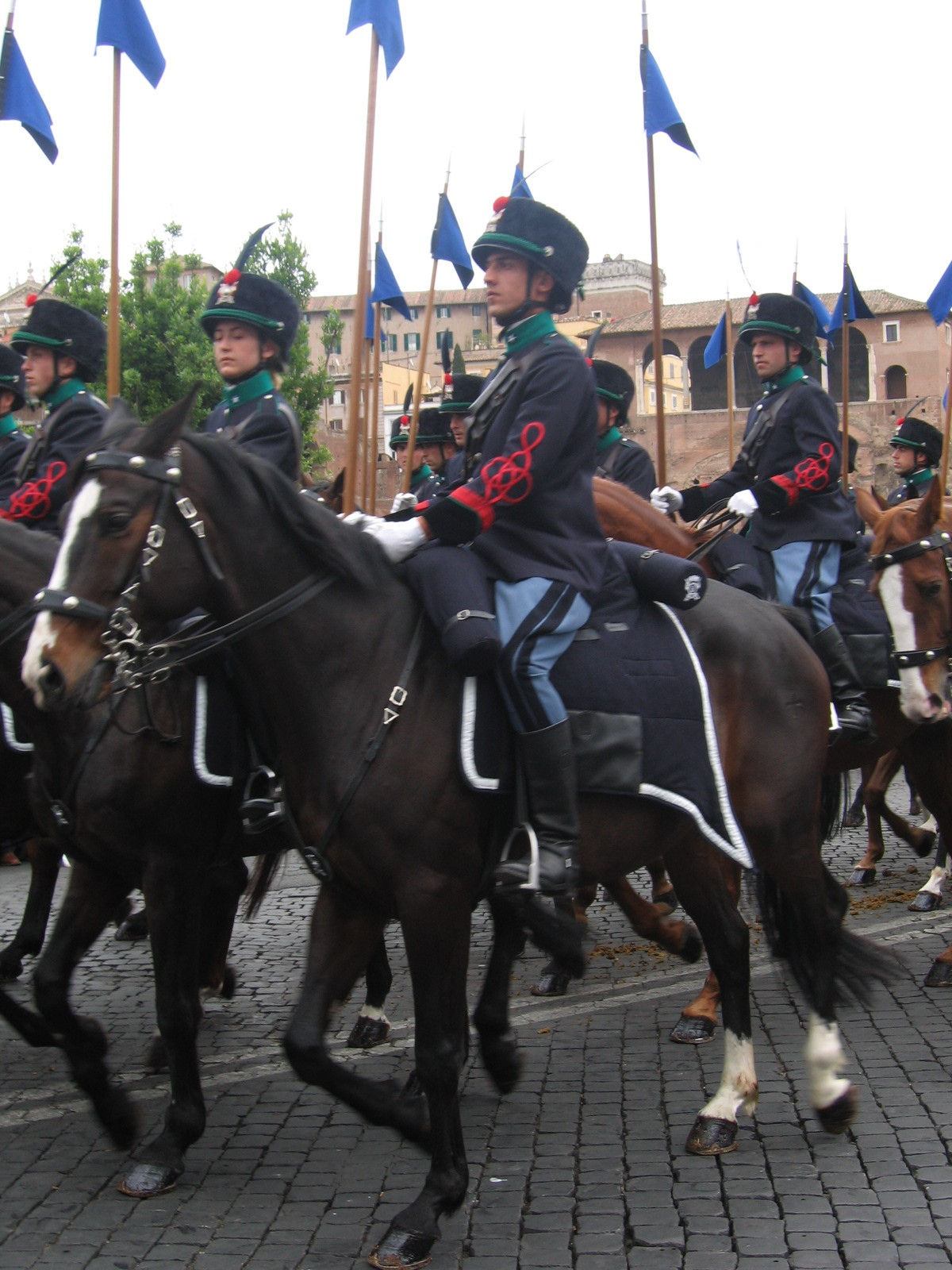
Militaire parade in Rome, 2006

Jinete is een Spaans woord dat "paardrijder" of "ruiter" betekent.
Het woord is afgeleid van de Zenata, een Berberse stam waarvan de leden in de middeleeuwen bekendstonden om hun paardrijkunsten.
In militaire context wordt met jinete een Spaanse lichte ruiter aangeduid, bewapend met een werpspies, een zwaard en een schild. Dit type ruiter ontstond in de middeleeuwen als antwoord op de massale lichte ruiterij van de Moren. Tijdens de Reconquista werden jinetes in groten getale ingezet. Ze waren uiterst bedreven in snelle manoeuvres en in schermutselingen en ze speelden een belangrijke rol in de Spaanse oorlogvoering tijdens de Reconquista tot in de zestiende eeuw.

## Jennet
Het paardentype 'jennet' is een middeleeuws type cavaleriepaard van het Iberisch schiereiland, beschreven als een licht gangenpaard soms met een gevlekte vacht, en met een comfortable viertaktsgang, vergelijkbaar met de tölt. Historische berichtgeving over dit en wendbare rijpaard heeft geleid tot pogingen dit verdwenen type opnieuw te doen ontstaan, hetgeen resulteerde in het nieuwe paardenras de Spaanse jennet. Het type was samen met de Alter Real en de Andalusiër ook voorouder van sommige Zuid-Amerikaanse rassen, zoals de mangalarga marchador.

## Galerij

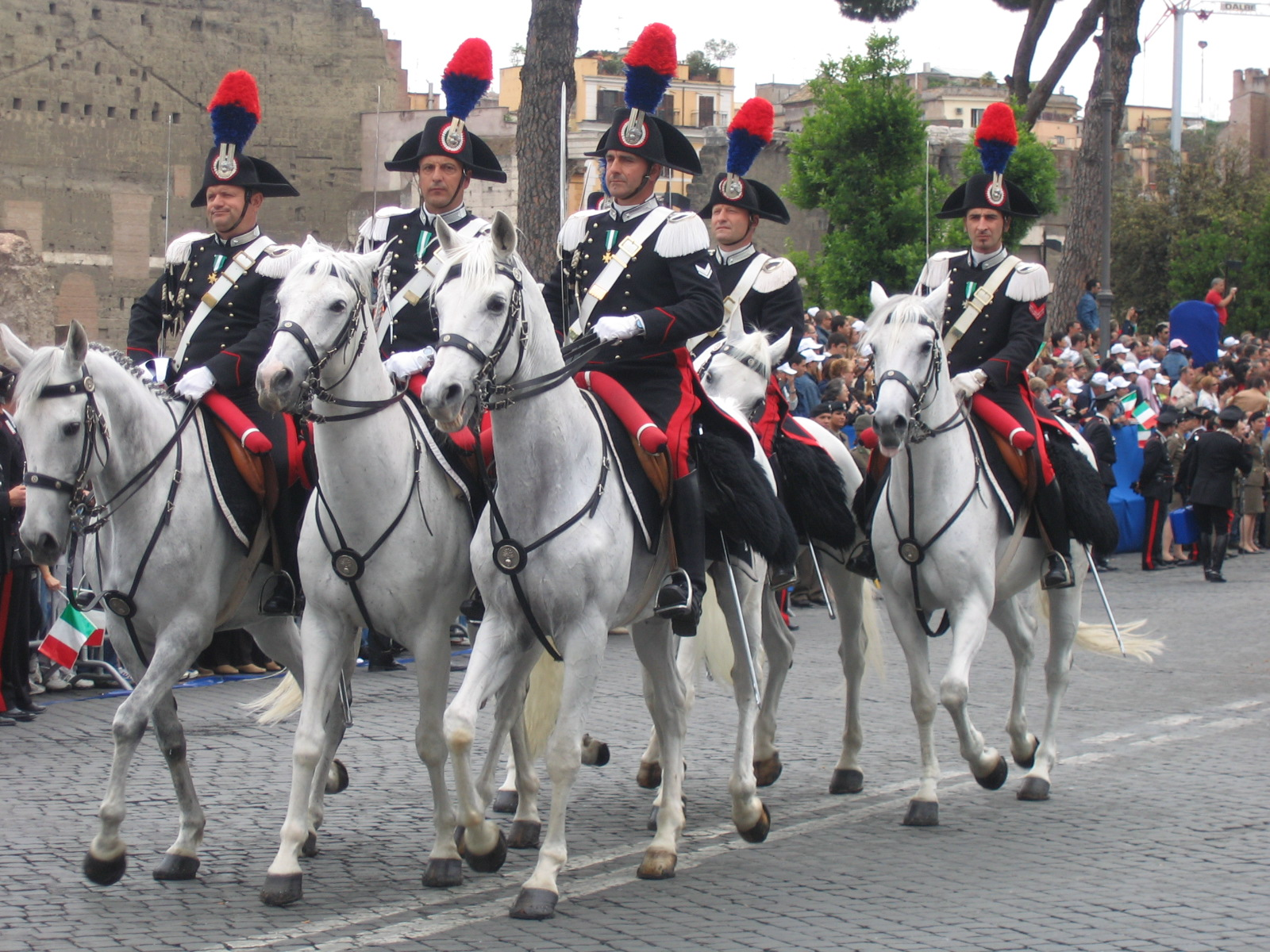
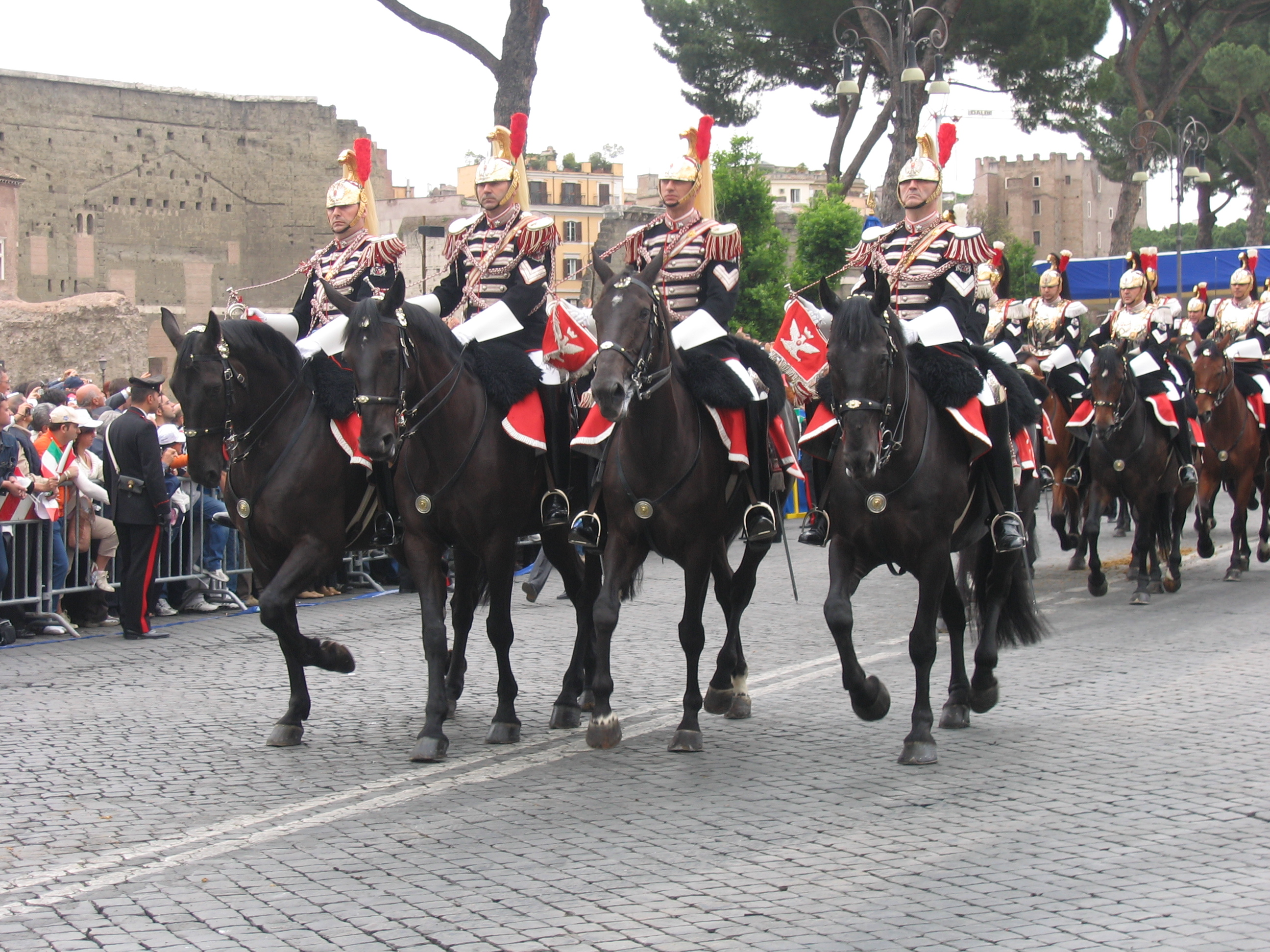
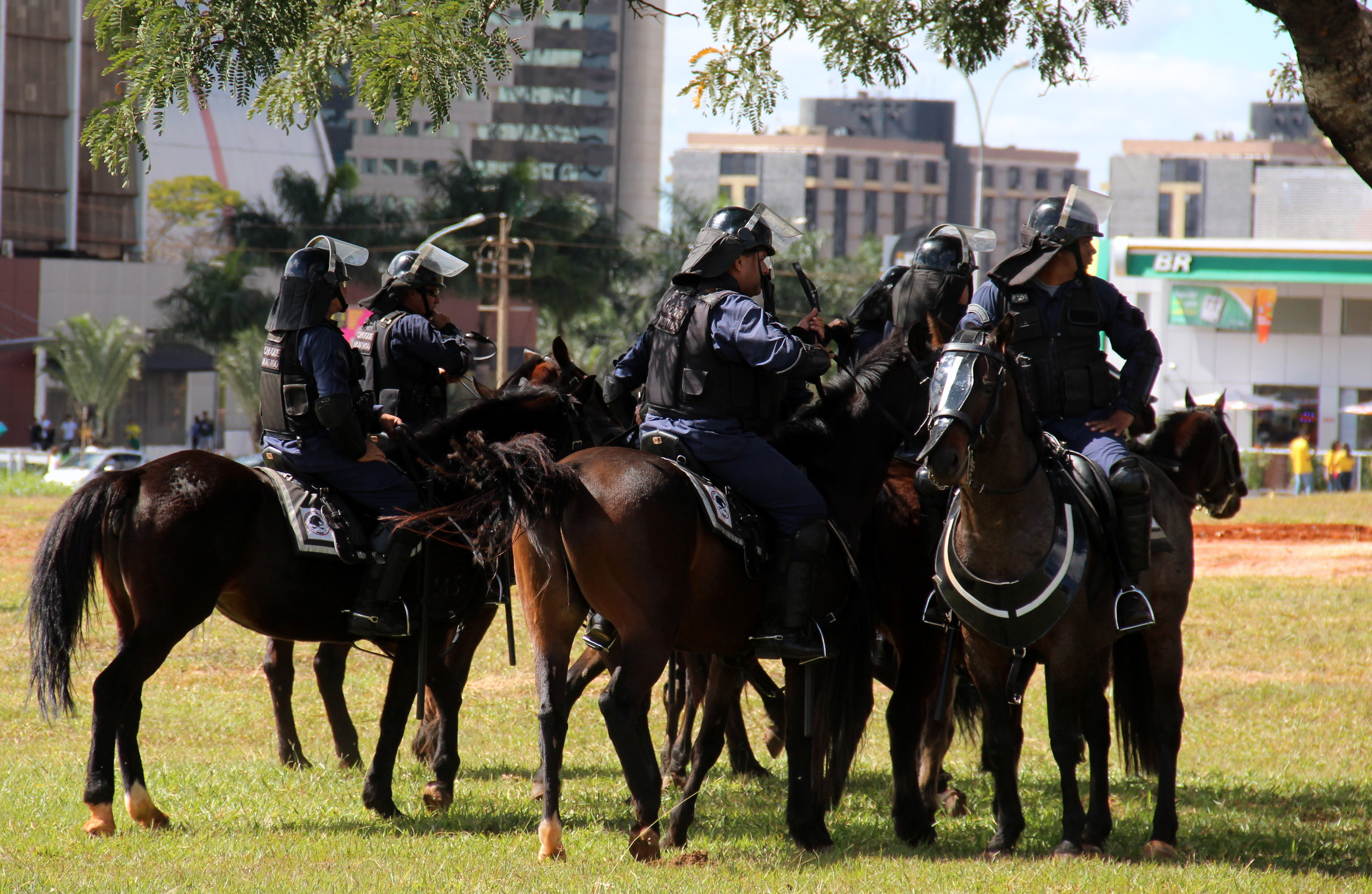